# 양주군
| Daedongyeojido (Gyujanggak) 12-03.jpg |
| Daedongyeojido (Gyujanggak) 13-04.jpg |

기

양주군(楊州郡)은 경기도 양주시의 이전 행정구역이다. 2003년에 도농복합시인 양주시로 승격되었다. 옛부터 서울의 동북부 관문 역할을 했으며, 현재의 경기도 양주시·남양주시·의정부시·동두천시·구리시와 서울특별시 광진구·노원구·도봉구·중랑구 일대를 포함하는 행정구역이었다.
양주(楊州)라는 이름은 본래 현재의 서울 강북지역인 한양군(漢陽郡)을 고려 태조 때 양주로 개칭한 것에서 유래하였다. 지금의 양주군 지역은 견주(見州)라고 불렸다. 조선이 한양으로 천도하면서, 해당 지역을 양주라고 불렀다.
1466년에 면리통 제도가 시행되어 이 지역의 면과 리가 제대로 정착되었으며, 1962년 12월 12일에 서울의 인접지역인 노해면 전부와 구리면 서부가 서울특별시에 편입되었고, 1963년 1월 1일에 의정부읍이 시로 승격되어 군역(郡域)이 남북으로 분리되었다. 1980년 4월 1일에 남부 2읍 6면이 남양주군으로 분리되었고, 1981년에는 동두천읍이 동두천시로 분리·승격되었다. 군청은 의정부읍에 있었고, 의정부읍이 시로 분리된 후에도 계속 의정부에 두다가 2000년에 주내면으로 이전하고, 주내면이 양주읍으로 승격하였다. 인구 증가로 시 승격의 요구가 커져 2003년 10월 19일에 도농복합시인 양주시로 승격하였다.

## 행정 구역
1914년의 행정구역과 현재의 행정구역 비교
| 1914년          | 1914년                                                                                                   | 현재              | 현재                                                                                          |
| 면              | 리 | 구·읍·면          | 동·리                                                                                         |
| --------------- | --- | ----------------- | --------------------------------------------------------------------------------------------- |
| 이담면 (伊淡面) | 동두천리, 하봉암리, 상봉암리, 안흥리, 보산리, 걸산리, 생연리, 광암리, 지행리, 송내리                     | 동두천시          | 동두천동, 하봉암동, 상봉암동, 안흥동, 보산동, 걸산동, 생연동, 광암동, 지행동, 송내동          |
| 은현면 (隱縣面) | 상패리                                                                                                   | 동두천시          | 상패동                                                                                        |
| 은현면 (隱縣面) | 하패리, 용암리, 선암리, 운암리, 봉암리, 도하리                                                           | 양주시 은현면     | 하패리, 용암리, 선암리, 운암리, 봉암리, 도하리                                                |
| 광적면 (廣積面) | 석우리, 덕도리, 효촌리, 가납리, 광석리, 우고리, 비암리                                                   | 양주시 광적면     | 석우리, 덕도리, 효촌리, 가납리, 광석리, 우고리, 비암리                                        |
| 백석면 (白石面) | 방성리, 오산리, 홍죽리, 연곡리, 가업리, 복지리, 기산리 일부                                              | 양주시 백석읍     | 방성리, 오산리, 홍죽리, 연곡리, 가업리, 복지리, 기산리                                        |
| 백석면 (白石面) | 영장리, 기산리 일부                                                                                      | 파주시 광탄면     | 영장리, 기산리                                                                                |
| 장흥면 (長興面) | 울대리, 부곡리, 일영리, 삼하리, 삼상리, 교현리, 석현리                                                   | 양주시 장흥면     | 울대리, 부곡리, 일영리, 삼하리, 삼상리, 교현리, 석현리                                        |
| 주내면 (州內面) | 유양리, 남방리, 어둔리, 산북리, 마전리, 광사리, 만송리, 고읍리, 삼숭리                                   | 양주시            | 유양동, 남방동, 어둔동, 산북동, 마전동, 광사동, 만송동, 고읍동, 삼숭동                        |
| 회천면 (檜泉面) | 회정리, 덕계리, 고암리, 회암리, 율정리, 옥정리, 덕정리, 봉양리                                           | 양주시            | 회정동, 덕계동, 고암동, 회암동, 율정동, 옥정동, 덕정동, 봉양동                                |
| 시둔면 (柴芚面) | 자일리, 금오리, 가능리, 직동리, 녹양리, 낙양리, 민락리, 호원리, 의정부리, 용현리, 신곡리, 동오리, 장암리 | 의정부시          | 자일동, 금오동, 가능동 일부, 녹양동, 낙양동, 민락동, 호원동, 의정부동, 용현동, 신곡동, 장암동 |
| 별내면 (別內面) | 산곡리, 고산리                                                                                           | 의정부시          | 산곡동, 고산동                                                                                |
| 별내면 (別內面) | 청학리, 용암리, 광전리                                                                                   | 남양주시 별내면   | 청학리, 용암리, 광전리                                                                        |
| 별내면 (別內面) | 덕송리, 화접리                                                                                           | 남양주시          | 별내동                                                                                        |
| 별내면 (別內面) | 퇴계원리                                                                                                 | 남양주시 퇴계원읍 | 퇴계원리                                                                                      |
| 진건면 (眞乾面) | 송능리, 용정리, 사능리, 신월리, 진관리, 배양리 일부                                                      | 남양주시 진건읍   | 송능리, 용정리, 사능리, 신월리, 진관리, 배양리 일부                                           |
| 진건면 (眞乾面) | 팔현리, 오남리, 양지리                                                                                   | 남양주시 오남읍   | 팔현리, 오남리, 양지리                                                                        |
| 진접면 (榛接面) | 진벌리, 팔야리, 금곡리, 부평리, 연평리, 장현리, 내각리, 내곡리                                           | 남양주시 진접읍   | 진벌리, 팔야리, 금곡리, 부평리, 연평리, 장현리, 내각리, 내곡리                                |
| 진접면 (榛接面) | 수산리                                                                                                   | 남양주시 수동면   | 수산리                                                                                        |
| 화도면 (和道面) | 운수리, 송천리, 지둔리                                                                                   | 남양주시 수동면   | 운수리, 송천리, 지둔리                                                                        |
| 화도면 (和道面) | 묵현리, 녹촌리, 창현리, 차산리, 마석우리, 금남리, 가곡리, 구암리, 답내리, 월산리                         | 남양주시 화도읍   | 묵현리, 녹촌리, 창현리, 차산리, 마석우리, 금남리, 가곡리, 구암리, 답내리, 월산리              |
| 와부면 (瓦阜面) | 능내리, 조안리, 진중리, 송촌리, 삼봉리, 시우리                                                           | 남양주시 조안면   | 능내리, 조안리, 진중리, 송촌리, 삼봉리, 시우리                                                |
| 와부면 (瓦阜面) | 율석리, 덕소리, 도곡리, 월문리, 팔당리                                                                   | 남양주시 와부읍   | 율석리, 덕소리, 도곡리, 월문리, 팔당리                                                        |
| 미금면 (渼金面) | 도농리·지금리·가운리, 수석리, 일패리, 이패리, 삼패리, 금곡리, 평내리, 호평리                             | 남양주시          | 도농동·지금동·다산동, 수석동, 일패동, 이패동, 삼패동, 금곡동, 평내동, 호평동                  |
| 구리면 (九里面) | 인창리, 사노리, 교문리, 수택리, 토평리, 아천리, 갈매리                                                   | 구리시            | 인창동, 사노동, 교문동, 수택동, 토평동, 아천동, 갈매동                                        |
| 구리면 (九里面) | 묵동리, 중하리, 상봉리, 신내리, 망우리                                                                   | 서울 중랑구       | 묵동, 중화동, 상봉동, 신내동, 망우동                                                          |
| 노해면 (蘆海面) | 월계리, 공덕리, 하계리, 중계리, 상계리                                                                   | 서울 노원구       | 월계동, 공릉동, 하계동, 중계동, 상계동                                                        |
| 노해면 (蘆海面) | 도봉리, 방학리, 쌍문리, 창동리                                                                           | 서울 도봉구       | 도봉동, 방학동, 쌍문동, 창동                                                                  |

## 연혁
- 1895년: 23부제 시행으로 양주목이 양주군으로 바뀜
- 1906년 9월 24일 : 고양군에 신혈면을, 포천군에 산내면과 청송면을 이관하고, 광주군에서 초부면을 편입.[4]
- 1914년 4월 1일 : 고양주면이 고양군에, 영근면이 연천군에 이관되고, 면(面)·리(里)가 통폐합되는 등 대대적으로 행정구역이 개편되었다.[5][6](16면)

| 조선총독부령 제111호, 경기도령 제3호 |             |                                                                                      |
| 구 행정구역                          | 신 행정구역 | 신 행정구역                                                                          |
| 양주군 시북면(柴北面)                | 시둔면      | 가능리, 금오리, 낙양리, 녹양리, 민락리, 자일리                                       |
| 양주군 둔야면(芚夜面)                | 시둔면      | 신곡리, 용현리, 의정부리, 장암리, 호원리                                             |
| 양주군 읍내면(邑內面)                | 주내면      | 남방리, 마전리, 산북리, 어둔리, 유양리                                               |
| 양주군 고주내면(古州內面)            | 주내면      | 고읍리, 광사리, 만송리, 삼숭리                                                       |
| 양주군 회암면(檜岩面)                | 회천면      | 율정리, 옥정리, 회암리                                                               |
| 양주군 천천면(泉川面)                | 회천면      | 고암리, 덕계리, 회정리                                                               |
| 양주군 어등산면(於等山面)            | 회천면      | 덕정리, 봉양리                                                                       |
| 양주군 해등촌면(海等村面)            | 노해면      | 도봉리, 방학리, 쌍문리, 창동리                                                       |
| 양주군 노원면(蘆原面)                | 노해면      | 공덕리(孔德里), 상계리, 월계리, 중계리, 하계리                                       |
| 양주군 노원면(蘆原面)                | 구리면      | 갈매리                                                                               |
| 양주군 구지면(九旨面)                | 구리면      | 교문리, 사노리, 수택리, 아천리, 인창리, 토평리                                       |
| 양주군 망우리면(忘憂里面)            | 구리면      | 상봉리, 중하리(中下里), 묵동리, 신내리, 망우리                                       |
| 양주군 진벌면(榛伐面)                | 진접면      | 금곡리, 부평리, 수산리, 진벌리, 팔야리                                               |
| 양주군 접동면(接洞面)                | 진접면      | 내각리, 연평리, 장현리                                                               |
| 양주군 별비면(別非面)                | 진접면      | 내곡리                                                                               |
| 양주군 별비면(別非面)                | 별내면      | 광전리, 덕송리, 용암리, 청학리, 퇴계원리                                             |
| 양주군 내동면(內洞面)                | 별내면      | 고산리, 산곡리                                                                       |
| 양주군 진관면(眞官面)                | 진건면      | 배양리, 신월리, 진관리                                                               |
| 양주군 건천면(乾川面)                | 진건면      | 사능리, 송능리, 양지리, 용정리, 오남리, 팔현리                                       |
| 양주군 와공면(瓦孔面)                | 와부면      | 덕소리, 도곡리, 월문리, 율석리                                                       |
| 양주군 초부면(草阜面)                | 와부면      | 능내리, 삼봉리, 송촌리, 조안리, 진중리                                               |
| 양주군 하도면(下道面)                | 와부면      | 시우리                                                                               |
| 양주군 하도면(下道面)                | 화도면      | 금남리, 녹촌리, 마석우리, 묵현리, 차산리, 창현리                                     |
| 양주군 상도면(上道面)                | 화도면      | 송천리, 운수리, 월산리, 지둔리                                                       |
| 양주군 상도면(上道面)                | 미금면      | 평내리, 호평리                                                                       |
| 양주군 미음면(渼陰面)                | 미금면      | 가운리(加雲里), 도농리, 수석리, 지금리                                               |
| 양주군 금촌면(金村面)                | 미금면      | 금곡리, 삼패리, 일패리, 이패리                                                       |
| 양주군 백석면(白石面)                | 백석면      | 기산리, 영장리, 방성리, 오산리, 홍죽리, 연곡리, 가업리, 복지리                       |
| 양주군 광석면(廣石面)                | 광적면      | 광석리, 비암리, 우고리                                                               |
| 양주군 석적면(石積面)                | 광적면      | 가납리, 덕도리, 석우리, 효촌리                                                       |
| 양주군 석적면(石積面)                | 은현면      | 도하리                                                                               |
| 양주군 현내면(縣內面)                | 은현면      | 상패리, 하패리                                                                       |
| 양주군 묵은면(默隱面)                | 은현면      | 봉암리, 선암리, 용암리, 운암리                                                       |
| 양주군 이담면(伊淡面)                | 이담면      | 걸산리, 광암리, 동두천리, 보산리, 상봉암리, 생연리, 송내리, 안흥리, 지행리, 하봉암리 |
| 양주군 장흥면(長興面)                | 장흥면      | 울대리, 부곡리, 일영리, 삼하리, 삼상리, 교현리, 석현리                               |
- 1915년 광주군의 동리 폐합 과정에서 광주군 동부면 팔당리가 와부면 봉안리에 편입되었다.[7] 팔당리는 이후 양주군의 동리 폐합 때 복원되었다.[8]
- 1922년 10월 1일 : 양주군청이 주내면 유양리에서 시둔면 의정부리로 이전하였다.
- 1938년 1월 1일 : 시둔면이 양주면으로 개칭하였다.[9]
- 1942년 10월 1일 : 양주면이 의정부읍으로 승격하였다.[10](1읍 15면)
- 1946년 2월 5일 : 1945년 11월 3일까지 연천군이었던 파주군 남면이 편입되었다.(1읍 16면)
- 1962년 12월 12일 : 노해면이 서울 성북구에, 구리면 서부가 동대문구에 각각 이관되었다.[11]

| 개편 전 | 개편 전                                                              | 개편 후         | 개편 후                                                              |
| 면      | 리                                                                   | 구·읍·면        | 동·리                                                                |
| ------- | -------------------------------------------------------------------- | --------------- | -------------------------------------------------------------------- |
| 노해면  | 월계리, 공덕리, 하계리, 중계리, 상계리, 창리, 쌍문리, 도봉리, 방학리 | 성북구 (일부)   | 월계동, 공릉동, 하계동, 중계동, 상계동, 창동, 쌍문동, 도봉동, 방학동 |
| 구리면  | 상봉리, 중화리, 묵동리, 신내리, 망우리                               | 동대문구 (일부) | 상봉동, 중화동, 묵동, 신내동, 망우동                                 |
- 1963년 1월 1일 의정부읍이 의정부시로 승격·분리되었다.[12] 이담면이 동두천읍으로 승격하고,[13] 화도면의 3개리와 진접면 1개리 등을 합쳐 수동면이 신설되었다.[14](1읍 15면) 이로 인해, 남부 8개면(현재의 구리시와 남양주시 지역)이 월경지가 되었다.

| 개편 전       | 개편 전                | 개편 후  | 개편 후                                                                                  |
| 면            | 리                     | 구·읍·면 | 동·리                                                                                    |
| ------------- | ---------------------- | -------- | ---------------------------------------------------------------------------------------- |
| 의정부읍      | 의정부읍 일원          | 의정부시 | 자일동, 금오동, 가능동, 녹양동, 낙양동, 민락동, 호원동, 의정부동, 용현동, 신곡동, 장암동 |
| 이담면        | 이담면 일원            | 동두천읍 | 동두천읍 일원                                                                            |
| 화도면        | 지둔리, 운수리, 송천리 | 수동면   | 지둔리, 운수리, 송천리, 수산리, 입석리, 외방리, 내방리                                   |
| 진접면        | 수산리                 | 수동면   | 지둔리, 운수리, 송천리, 수산리, 입석리, 외방리, 내방리                                   |
| 가평군 외서면 | 입석리, 외방리, 내방리 | 수동면   | 지둔리, 운수리, 송천리, 수산리, 입석리, 외방리, 내방리                                   |
- 1973년 7월 1일 : 구리면이 구리읍으로 승격하고,[15] 경기도 포천군 포천면 탑동리가 동두천읍에 편입되었다.[16](2읍 14면)
- 1979년 5월 1일 : 미금면이 미금읍으로 승격하였다.[17](3읍 13면)
- 1980년 4월 1일 : 구리읍, 미금읍, 진접면, 진건면, 수동면, 화도면, 와부면, 별내면(고산리, 산곡리는 의정부시에 이관) 등 남부 2읍 6면을 관할로 남양주군이 신설되어 양주군에서 분리되었다.[18](1읍 7면)
- 1981년 7월 1일 : 동두천읍이 동두천시로 승격·분리되었다.[19](7면)
- 1983년 2월 15일 : 백석면 영장리·기산리가 파주군 광탄면으로, 은현면 상패리가 동두천시로 이관되었다.[20]
- 1985년 10월 1일 : 회천면이 회천읍으로 승격하였다.[21](1읍 6면)
- 2000년 9월 25일 : 양주군청이 의정부시 의정부동에서 주내면 남방리로 이전하였다.[22]
- 2000년 10월 1일 : 주내면이 양주읍으로 승격하였다.(2읍 5면)
- 2001년 10월 1일 : 백석면이 백석읍으로 승격하였다.(3읍 4면)
- 2003년 10월 19일 : 양주군이 양주시로 승격하고, 양주읍과 회천읍이 동(洞)지역으로 전환되었다.[1]

## 같이 보기
- 양주군의 국회의원
- 양주시
- 의정부시
- 동두천시
- 남양주시